# Saint-Loup (Occitania)
Saint-Loup è un comune francese di 497 abitanti situato nel dipartimento del Tarn e Garonna nella regione dell'Occitania.

## Società

### Evoluzione demografica
Abitanti censiti